# 七乙酸氧化三铱
七乙酸氧化三铱是一种化合物，化学式为[Ir3O(OAc)6](OAc)，其中OAc−为乙酸根，Ir为+3价。它的三水合物可由氯化铱或氯铱(III)酸和乙酸银在乙酸中反应得到。它在乙酸中可以被氧化为[Ir3O(OAc)6(H2O)2(HOAc)](OAc)2。